# Madhavpur
Madhavpur (en népalais : मधावपुर) est un comité de développement villageois du Népal situé dans le district d'Okhaldhunga. Au recensement de 2011, il comptait 2 467 habitants.